# دسپایسد آیکون
دسپایسد آیکون (انگلیسی: Despised Icon) یک گروه دث‌کور کانادایی از مونترآل، استان کبک کانادا است. این گروه که در سال ۲۰۰۲ تشکیل شد، به دلیل استعداد درامر خود، الکس پلتیه، که به‌طور مکرر از تکنیک بلستینگ استفاده می‌کند، و همچنین برای خواننده‌های اصلی دوگانه اش مورد توجه قرار گرفته است. الکس آریان و استیو مارویس

## اعضا
اعضای کنونی
- استیو مارویس – خواننده (۲۰۰۲–۲۰۱۰، ۲۰۱۴–اکنون)
- الکس آریان - آواز (۲۰۰۴–۲۰۱۰، ۲۰۱۴–اکنون)؛ طبل (۲۰۰۲–۲۰۰۴)
- اریک جارین – گیتار لید (۲۰۰۲–۲۰۱۰، ۲۰۱۴–اکنون)
- سباستین پیشی – باس (۲۰۰۲–۲۰۰۸، ۲۰۱۴–اکنون)
- الکس پلتیه – درامز (۲۰۰۴–۲۰۱۰، ۲۰۱۴–اکنون)
- بن لندرویل – گیتار ریتم (۲۰۰۹–۲۰۱۰، ۲۰۱۴–اکنون)

اعضای پیشین
- یانیک سنت-آماند – نمونه‌ها، رسانه (۲۰۰۲–۲۰۰۶، ۲۰۱۴–۲۰۱۹); گیتار ریتم (۲۰۰۲–۲۰۰۶)
- ماری-هلن لندری – آواز (۲۰۰۲–۲۰۰۳)
- آل گلسمن – گیتار ریتم (۲۰۰۶–۲۰۰۸)
- مکس لاول – باس (۲۰۰۸–۲۰۱۰)